# Gobio occitaniae
Gobio occitaniae es una especie de peces de la familia de los Cyprinidae en el orden de los Cypriniformes.

## Morfología
Los machos pueden llegar alcanzar los 12,7 cm de longitud total.

## Hábitat
Es un pez de agua dulce.

## Distribución geográfica
Se encuentra en Occitania (entre el Ródano y los Pirineos) y en el extremo nordeste de España.